# 高倉福信
高倉 福信（たかくら の ふくしん）は、奈良時代の公卿。氏姓は背奈公のち背奈王、高麗朝臣、高倉朝臣。高句麗王族と伝承される背奈福徳の孫。官位は従三位・弾正尹。

## 経歴
武蔵国高麗郡出身だが、少年のころに叔父・背奈行文に従って上京する。上京して間もないころ、夕方に同輩と石上衢（いそのかみのちまた。上ツ道と竜田道の辻。大和国山辺郡石上郷近辺）で相撲を取ったところ、力を巧みに使って相手をよく倒した。その評判は朝廷にまで届き、召されて内豎所に近侍することを命ぜられたことから、福信の名が知られるようになった。
初め右衛士大志に任ぜられ、聖武朝の天平10年（738年）従六位上から三階昇進して外従五位下に、翌天平11年（739年）内位の従五位下に叙せられる。天平15年（743年）正五位下・春宮亮に叙任され、皇太子・阿倍内親王に仕えている。天平19年（747年）には同族7名と共に公姓から王（こにきし）姓に改姓する。聖武朝では天皇の寵遇を受けて順調に昇進を果たし、天平20年（748年）には正五位上に至っている。
天平勝宝元年（749年）7月に春宮亮として仕えてきた阿倍内親王が即位（孝謙天皇）すると、従四位下・中衛少将兼紫微少弼に叙任され、次いで同年11月の大嘗祭に際して由機須岐国司に叙位が行われ、須岐国である美濃国の員外介であった福信は従四位上に昇叙されるなど急速に昇進を果たした。天平勝宝2年（750年）同族5名と共に背奈王から高麗朝臣に改姓。
天平勝宝8歳（756年）に聖武上皇の崩御に伴い山作司を務める。同年地方官の兼務が山背守から武蔵守に遷任しているが、武蔵守の在任中に当時工事が滞って未完成だった武蔵国分寺を僅かの間で築き終え、天平宝字2年（756年）には武蔵国内に新羅郡を設置している。福信は霊亀2年（716年）の高麗郡設置時の郡司であった高麗若光と同族と考えられており、福信自身も同国内に大きな影響力を持っていたとみられている。天平宝字元年（757年）正四位下に叙せられる。同年に発生した橘奈良麻呂の乱においては、反乱実行時に敵側となるのを防ぐために、橘奈良麻呂派の賀茂角足が事前に武勇に優れた者を屋敷に呼んで酒盛りをしたが、福信は坂上苅田麻呂らの武人と共に招待された。結局、福信は藤原仲麻呂に従って、橘奈良麻呂派の小野東人・答本忠節らを追捕し、左衛士府に拘禁している。
淳仁朝に入り、天平宝字4年（760年）に信部大輔に任ぜられ、のち内匠頭も務める。天平宝字7年（763年）但馬守として地方官に転じたためか、天平宝字8年（764年）に発生した藤原仲麻呂の乱での動静は明らかではなく、乱後まもなく但馬守に再任されている。
道鏡政権下の天平神護元年（765年）従三位・造宮卿に叙任され公卿に列す。神護景雲元年（767年）法王宮職が設置されるとその長官（法王宮大夫）に任ぜられる。神護景雲4年（770年）8月の称徳天皇崩御にあたって装束司を務めた。同年武蔵守に再任されるが、翌宝亀2年（771年）武蔵国の東山道から東海道への移管について、国守であった福信が関与していると考えられる。
光仁朝でも引き続き造宮卿を務め、宝亀4年（773年）造宮卿として担当していた楊梅宮を完成させた功績により、嫡男・石麻呂が従五位下に叙爵された。宝亀10年（779年）古い習わしで使用している高麗の号を除きたい旨上表し、高倉朝臣に改姓する。
天応元年（781年）5月に弾正尹に遷り、同年12月の光仁上皇崩御に際しては山作司に任じられる。延暦2年（783年）みたび武蔵守を兼ねる。延暦4年（785年）致仕を上表し、許されて桓武天皇より杖と夜着を贈られた。延暦8年（789年）10月8日薨去。享年81。最終官位は散位従三位。

## 人物
渡来人系の地方豪族の出身でありながら孝謙（称徳）天皇の側近として、橘諸兄・藤原仲麻呂・道鏡の各政権で要職を占めながら失脚することなく桓武天皇の時代まで活躍した異色の人物であった。

## 官歴
注記のないものは『続日本紀』による。
- 時期不詳：従六位上。右衛士大志
- 天平10年（738年） 3月3日：外従五位下
- 天平11年（739年） 7月5日：従五位下（内位）
- 天平15年（743年） 5月5日：正五位下。6月30日：春宮亮（皇太子・阿倍内親王）
- 天平19年（747年） 6月7日：公姓から王姓に改姓
- 天平20年（748年） 2月19日：正五位上
- 天平勝宝元年（749年） 7月2日：従四位下。8月10日：兼紫微少弼、中衛少将如元。11月29日：従四位上、見美濃員外介[8]
- 天平勝宝2年（750年） 正月27日：背奈王姓から高麗朝臣姓に改姓
- 天平勝宝3年（751年） 日付不詳：見衛士佐兼山背守[9]
- 天平勝宝8歳（756年） 5月3日：山作司（聖武上皇崩御）。6月21日：見兼山背守[10]。7月8日：見兼武蔵守[10]
- 天平宝字元年（757年） 5月20日：正四位下
- 天平宝字4年（760年） 正月16日：信部大輔
- 天平宝字6年（762年） 12月14日：見内匠頭[11]
- 天平宝字7年（763年） 正月9日：但馬守
- 天平宝字8年（764年） 10月20日：但馬守
- 天平神護元年（765年） 正月7日：従三位。造宮卿[1]
- 神護景雲元年（767年） 3月20日：兼法王宮大夫、造宮卿但馬守如元
- 神護景雲4年（770年） 8月4日：装束司（称徳天皇崩御）。8月28日：兼武蔵守
- 宝亀7年（776年） 3月6日：兼近江守
- 宝亀10年（779年） 3月17日：高麗朝臣姓から高倉朝臣姓に改姓
- 天応元年（781年） 5月7日：弾正尹。12月23日：山作司（光仁上皇崩御）
- 延暦2年（783年） 6月21日：兼武蔵守
- 延暦4年（785年） 2月丁未：致仕（辞弾正尹兼武蔵守）
- 延暦8年（789年） 10月8日：卒去（散位従三位）

## 系譜
- 父：背奈福光[12]
- 母：不詳
- 妻：不詳
  - 男子：高倉石麻呂[13]
  - 男子：高倉山岳[12]